# ОШ „Илија Бирчанин” Земун
ОШ „Илија Бирчанин” једна је од основних школа у Београду. Налази се у улици Браће Крњешевац 2, у општини  Земун.

## Опште информације
Школска зграда подигнута је 1961. године са 4 учионице и добила име Илија Бирчанин, по кнезу и учеснику Првог српског устанка. Школа се налази у Земун Пољу. Током 1961. године школе „Пољопривредно добро“, „13. мај“, “Милован Глишић“ и „Илија Бирчанин“ се спајају и од тада школа носи назив „Илија Бирчанин”.
Решењем СО општине Земун 16. јула 1964. године, школа је прерасла у осмогодишњу и имала 12 одељења од првог до четвртог разреда од школске 1964/65. године, а 7 одељења од првог до седмог разреда, да би од наредне школске године имала одељење и са осмим разредом. Нова школска зграда са осам учионица, зборницом, канцеларијама и трпезаријом завршена је у септембру 1964. године, а други део, са централним грејањем, дограђен је 1974. године.
Током школске 1953/54. године школа је имала свега 30 ученика, кад је припојена ОШ „Соња Маринковић“ 85 ученика, да би највећи број достигла у школској 1977/78. години са 1610 ученика. Први директор школе под називом „Илија Бирчанин“, али још увек непотпуне, био је Тиосав Николић, а први директор потпуне основне школе „Илија Бирчанин“ звао се Коста Мартиновић.
За дан школе узет је 20. мај, јер је по запису Матије Ненадовића, негде око Ђурђевдана 1764. године рођен Илија Бирчанин, по новом календару 20. маја. Промене прославе по новом календару ишле су на руку чињеница да је друга половина маја погоднија за прославу и да је у то време био још увек снажан култ личности Јосипа Броза Тита, а да је датум прославе непосредно претходио 25. мају – Дану младости, па је та околност и у том контексту, макар и индиректно утицала на избор датум за дан школе.
Школа је 2009. годне обележила двоструки јубилеј: 60 година свог постојања и 45. година од прерастања из непотпуне (четвороразредне) у потпуну (осморазредну) школу.